# Eugen Bauder
Eugen Bauder-Taibi (* 5. März 1986 in Alma-Ata, Kasachische SSR, Sowjetunion) ist ein deutscher Schauspieler und ein international tätiges deutsches Model.

## Leben und Wirken
Eugen Bauder wurde in Kasachstan geboren. Im Alter von 5 Jahren wanderte er mit seiner Mutter nach Deutschland aus. Seinen Abschluss machte er auf der Lindenschule in Grenzach-Wyhlen, wo er auch längere Zeit lebte. Danach ging er auf die Technische Schule in Binzen/Baden-Württemberg. Zu seinem Durchbruch verhalf Bauder ein Fotograf. Seine damalige Freundin schickte diesem Amateuraufnahmen an eine Agentur, woraufhin Bauder anschließend einen Modelvertrag erhielt. Er arbeitete unter anderem als Model für Hugo Boss, Shiatzy Chen, Dsquared², Calvin Klein, Jean Paul Gaultier, Armani, Guess und Cacharel.
Von März bis September 2010 wirkte Bauder in der deutschen Fernsehserie Eine wie keine in der Rolle des Moritz „Mo“ Berg mit.
Ab 2013 war er einige Jahre lang mit der Schauspielerin Luise Befort liiert. Bauder-Taibi ist mit der Sängerin Mogli (bürgerlicher Name: Selima Taibi) liiert. Im August 2021 bekamen sie ihr erstes gemeinsames Kind. Im April 2022 fand die Hochzeit des Paares statt. Das Paar lebt in Berlin.
Bauder-Taibi setzt sich mit UN Women Deutschland als Orange-the-World-Botschafter gegen Gewalt gegen Frauen ein.

## Filmografie (Auswahl)
- 2008: Das perfekte Promi-Dinner
- 2010: Eine wie keine (Daily-Soap)
- 2010: SOKO Stuttgart (Fernsehserie, Episode 2x10)
- 2011: Das Traumschiff: New York, Savannah und Salvador da Bahia (Fernsehreihe, Folge 65)
- 2012: Türkisch für Anfänger
- 2012: In aller Freundschaft (Fernsehserie, Episode 14x37)
- 2012: Heiter bis tödlich: Akte Ex (Fernsehserie, Episode 1x06)
- 2013: SOKO Stuttgart (Fernsehserie, Episode 4x19)
- 2014: Coming In
- 2015: SOKO Wismar (Fernsehserie, Episode 12x19)
- 2015: Zum Teufel mit der Wahrheit (Fernsehfilm)
- 2015: Mila (Fernsehserie, 2 Episoden)
- 2015: Der Lack ist ab
- 2016: Fucking Berlin
- 2017: Einsamkeit und Sex und Mitleid
- 2017: Der Lehrer (Fernsehserie, Staffel 6)
- 2017: SOKO Stuttgart (Fernsehserie, Episode 9x11)
- 2018: Mute
- 2018: SOKO Wismar (Fernsehserie, Episode 15x31)
- 2018: Unsere Jungs – Auch Strippen will gelernt sein (Fernsehfilm)
- 2019: Rate Your Date
- 2019: Beck is back! (Fernsehserie, Staffel 2)
- 2019: In aller Freundschaft (Fernsehserie, Episode 22x35)
- 2020: SOKO München (Fernsehserie, Episode 45x07)
- 2020: Lucie. Läuft doch! (Fernsehserie)
- 2020: ÜberWeihnachten (Miniserie)
- 2021: Der Kroatien-Krimi: Jagd auf einen Toten (Fernsehfilm)
- 2021: Blutige Anfänger (Fernsehserie, Episode 2x10)
- 2022: Notruf Hafenkante (Fernsehserie, Episode 17x13)
- 2023: Alarm für Cobra 11 – Die Autobahnpolizei: Machtlos (Fernsehserie)
- 2023: Letzte Spur Berlin: Sixpack (Fernsehserie, Episode 12x08)
- 2023: Ein Sommer auf Malta (Fernsehreihe)
- 2023: SOKO Köln (Fernsehserie, Episode 22x08)
- 2024: Ich hab den Weihnachtsmann geküsst (Fernsehfilm)
- 2024: Woodwalkers